# Ken Kwapis
Kenneth William Kwapis (East St. Louis, 17 agosto 1957) è un regista e sceneggiatore statunitense.

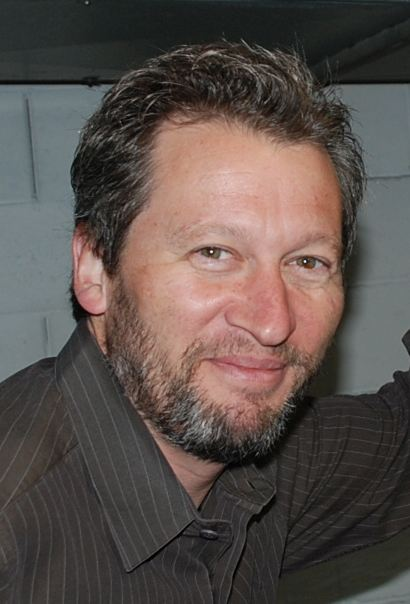
Ken Kwapis 2008

Formatosi alla Northwestern University e alla USC School of Cinematic Arts, è specializzato in sitcom.

## Filmografia parziale

### Cinema
- The Beniker Gang (1985)
- Sesame Street Presents Follow That Bird (1985)
- Il segreto della piramide d'oro (Vibes) (1988)
- Dice lui, dice lei (He Said, She Said) (1991)
- Dunston - Licenza di ridere (Dunston Checks In) (1996)
- L'amore è un trucco (The Beautician and the Beast) (1997)
- Sexual Life (2004)
- 4 amiche e un paio di jeans (The Sisterhood of the Traveling Pants) (2005)
- Licenza di matrimonio (License to Wed) (2007)
- La verità è che non gli piaci abbastanza (He's Just Not That into You) (2009)
- Qualcosa di straordinario (Big Miracle) (2012)
- A spasso nel bosco (A Walk in the Woods) (2015)

### Televisione
- The Larry Sanders Show – serie TV, 12 episodi (1992-1993)
- Svitati in divisa (Bakersfield P.D.) – serie TV, episodi 1x09-1x11 (1993)
- Malcolm – serie TV, 19 episodi (2000-2004)
- The Bernie Mac Show – serie TV, 11 episodi (2001-2006)
- The Office – serie TV, 13 episodi (2005-2013)
- Outsourced – serie TV, episodi 1x01-1x05 (2010)